# Affirmation (Savage Garden)
Affirmation è il secondo album del gruppo musicale australiano Savage Garden, pubblicato il 9 novembre 1999.
È stato pubblicato nel 2000 in un'edizione speciale a 2 CD: il secondo CD (Bonus Disc) si chiama "Declaration" e contiene 11 canzoni live, registrate al "Brisbane Entertainment Centre" tra il 20 e il 21 maggio 2000 durante l'"Affirmation World Tour".

## Tracce
Edizione standard
Testi e musiche di Darren Hayes e Daniel Jones.
1. Affirmation – 4:56
2. Hold Me – 4:50
3. I Knew I Loved You – 4:10
4. The Best Thing – 4:19
5. Crash and Burn – 4:41
6. Chained to You – 4:08
7. The Animal Song – 4:39
8. The Lover After Me – 4:50
9. Two Beds and a Coffee Machine – 3:27
10. You Can Still Be Free – 4:18
11. Gunning Down Romance – 5:34
12. I Don't Know You Anymore – 3:50

Declaration live bonus disc
1. The Best Thing – 5:24
2. The Lover After Me – 4:38
3. I Don't Know You Anymore – 3:37
4. Two Beds and a Coffee Machine – 4:46
5. You Can Still Be Free – 4:58
6. Hold Me – 4:52
7. Gunning Down Romance – 6:36
8. Crash and Burn – 5:13
9. Chained to You – 6:33
10. I Knew I Loved You – 8:05
11. Affirmation – 6:17

## Classifiche

### Classifiche settimanali
| Classifica (1999-00) | Posizione massima |
| -------------------- | ----------------- |
| Australia            | 1                 |
| Austria              | 26                |
| Belgio (Fiandre)     | 43                |
| Canada               | 1                 |
| Danimarca            | 3                 |
| Finlandia            | 8                 |
| Francia              | 45                |
| Germania             | 11                |
| Giappone             | 12                |
| Irlanda              | 12                |
| Norvegia             | 4                 |
| Nuova Zelanda        | 3                 |
| Paesi Bassi          | 46                |
| Regno Unito          | 7                 |
| Stati Uniti          | 6                 |
| Svezia               | 1                 |
| Svizzera             | 8                 |

### Classifiche di fine anno
| Classifica (1999) | Posizione |
| ----------------- | --------- |
| Australia         | 4         |
| Regno Unito       | 89        |
| Classifica (2000) | Posizione |
| Australia         | 3         |
| Nuova Zelanda     | 39        |
| Regno Unito       | 21        |
| Stati Uniti       | 25        |
| Classifica (2001) | Posizione |
| Australia         | 71        |